# Illusions fantasmagoriques
Illusions fantasmagoriques er en fransk stumfilm fra 1898 af Georges Méliès.